# 南雅站
南雅站是一个横南线上的铁路车站，位于福建省南平市建瓯市南雅镇，建于1996年，目前为五等站，邮政编码为353101。目前客运：办理旅客乘降；行李、包裹托运；货运：办理整车货物发到。